# Cultura y menstruación

Dos mujeres bailando y menstruando. Arte rupestre de indígenas australianos de la parte superior del río Yule, Pilbara, Australia Occidental.

Cultura y menstruación es un artículo que trata sobre los aspectos culturales que explican cómo las sociedades perciben la menstruación. Se denomina tabú menstrual a todo tipo de tabú social relacionado con la menstruación. En algunas sociedades, la menstruación se percibe como sucia o vergonzosa, inhibiendo incluso la sola mención de la menstruación, tanto en público (en los medios de comunicación y publicidad) como en privado (entre amigos, en el hogar o con hombres). Muchas religiones tradicionales consideran la menstruación ritualmente impura, aunque los antropólogos señalan que los conceptos "sagrado" e "impuro" pueden estar íntimamente conectados.
Cada cultura percibe la menstruación de manera diferente. La base de muchas normas de conducta y comunicación sobre la menstruación en las sociedades industriales occidentales parte de la creencia de que la menstruación debería permanecer oculta. Por el contrario, en algunas sociedades de cazadores-recolectores, la observancia del periodo menstrual se veía de manera positiva, sin ninguna connotación de impureza.

## Mitología
La palabra "menstruación" está relacionada etimológicamente con la palabra "luna". Los términos "menstruación" y "menses" se derivan del latín mensis (mes), que a su vez se relaciona con el griego mene (luna), con las raíces de la palabra mes y con la palabra inglesa luna, moon.
Según los antropólogos estadounidenses Thomas Buckley y Alma Gottlieb, un estudio transcultural sobre la materia muestra que, aunque los tabúes sobre la menstruación son casi universales, y si bien muchos de ellos incluyen nociones relativas a la impureza, numerosas tradiciones menstruales "revelan propósitos y significados bastante diferentes, e incluso opuestos".  En algunas sociedades tradicionales, las mujeres percibían los rituales menstruales como protectores y empoderadores, puesto que ofrecían a las mujeres un espacio exclusivo alejado de la mirada masculina y de las presiones y demandas sexuales o domésticas no deseadas.
La antropóloga estadounidense Wynne Maggi proporciona un ejemplo de ello al describir el bashali comunal (la gran casa menstrual) de las mujeres en el valle de Kalasha (al noroeste de Pakistán) como su 'lugar más sagrado', respetado por los hombres y que servía como centro organizador exclusivamente femenino para mujeres, para establecer y mantener la solidaridad y el poder de género.
Según una teoría de estudios culturales evolutivos, la idea de que la sangre menstrual señalaba al cuerpo como periódicamente sagrado fue establecida inicialmente por coaliciones femeninas en su propio interés. Más tarde, con el surgimiento de la propiedad del ganado y el poder patriarcal, estas mismas creencias y tabúes fueron aprovechados por los patriarcas religiosos para intensificar la opresión sobre las mujeres.
La Teoría Metafórmica, propuesta por la académica, escritora y poetisa estadounidense Judy Grahn y otras personalidades, coloca la menstruación como una idea central en la creación de una cultura y en la formación de los primeros rituales humanos.

### Sincronización con la luna
Que la menstruación está en sincronía con la luna es una asunción muy extendida dentro de los mitos y tradiciones como un ideal del rito. La idea de que la menstruación está —o idealmente debería estar— en armonía con ritmos cósmicos más amplios es una de las ideas centrales más tenaces de los mitos y rituales de las comunidades tradicionales en todo el mundo. Uno de los análisis más completos de la mitología primitiva que se ha llevado a cabo es el que hizo el antropólogo francés Claude Lévi-Strauss, que entendía que, tomados en conjunto, los mitos indígenas de América del Norte y del Sur expresaban la preocupación de los hombres (en el sentido de personas de género masculino) por el hecho de que era necesario supervisar y sincronizar los períodos de las mujeres para evitar que el universo descendiera hasta el caos.
En la Australia aborigen, el ser sobrenatural al que se conoce como la 'Serpiente arcoíris' ha sido interpretado, entre otras cosas, como una forma indígena de conceptualizar el ideal de periodicidades sincronizadas de mareas, ciclos lunares, menstruaciones y estaciones cuya armonía general (se cree) conferiría espiritualidad, poder y fertilidad.
Para muchas personas, estas asociaciones culturales resultan persuasivas dado que en los seres humanos, el ciclo menstrual se aproxima bastante al ciclo sinódico de 29,5 días de la luna, a diferencia del de los chimpancés (que dura en torno a 36 días) o del de los bonobos (de una duración aproximada de unos 40 días). No existe información estadística de los cazadores recolectores, pero en quellos estudios occidentales a gran escala que se centran en los años más reproductivos de las mujeres (eliminando valores atípicos), la duración del ciclo gravita entre de 29,1 a 29,5 días, mientras que en las mujeres que se encuentran en la treintena la cifra se reduce a 28 días. En ninguna población humana actual se ha demostrado que exista ningún vínculo con las fases lunares estadísticamente significativo.

### Sagrada y poderosa

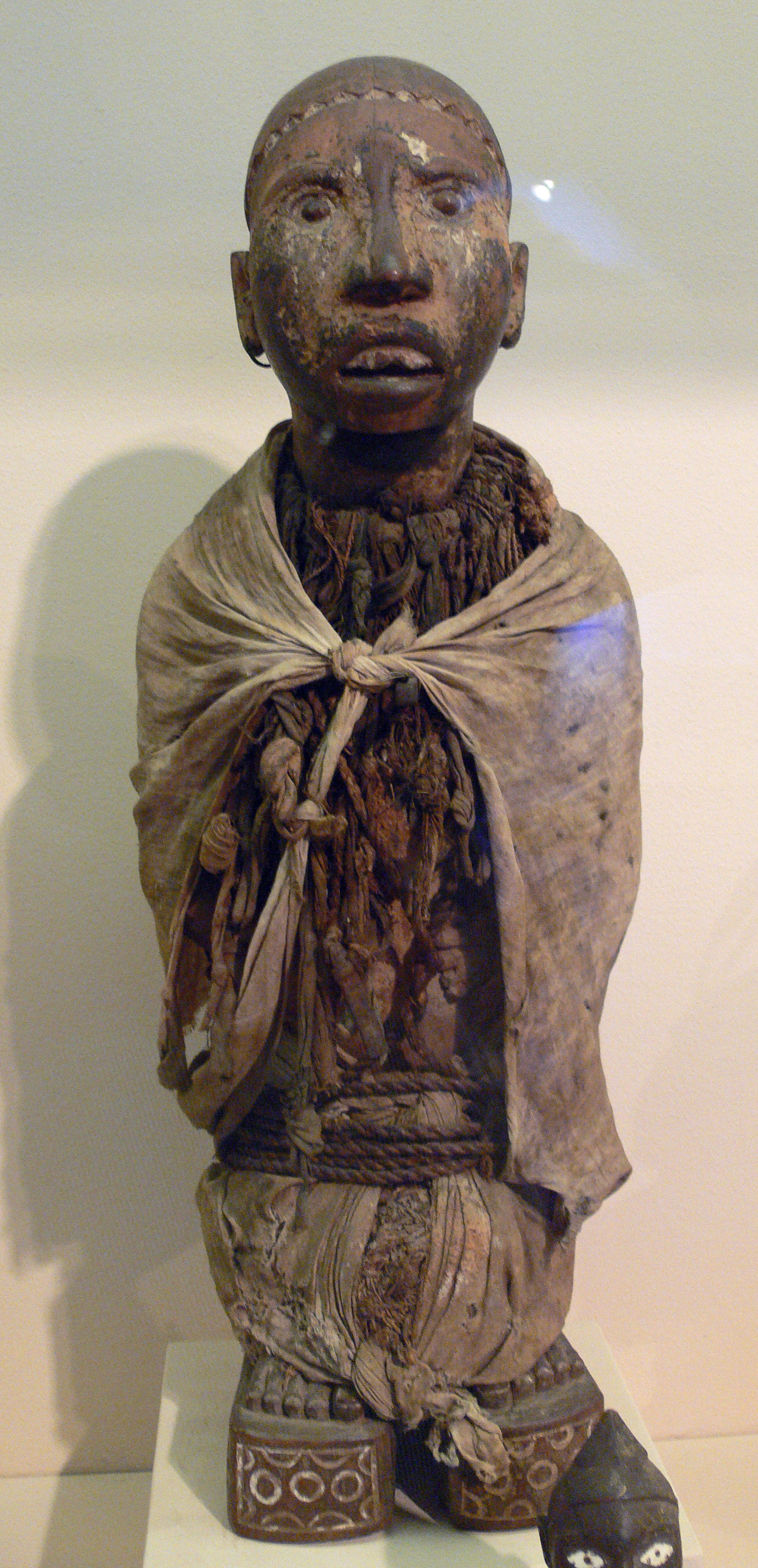
Fetiche angoleño (Yombe) para regular la menstruación.

En algunas culturas pasadas, la mujer que menstruaba era considerada sagrada y poderosa, con mayores habilidades psíquicas y lo suficientemente fuerte como para curar a los enfermos. Por ejemplo, según los Cheroquis, la sangre menstrual era una fuente de fuerza femenina y tenía el poder de destruir a los enemigos. En la antigua Roma, Plinio el Viejo escribió que la mujer que menstrúaba y se desnudaba podía espantar tormentas de granizo, torbellinos y relámpagos. Si se desnudaba y caminaba por el campo, las orugas, los gusanos y los escarabajos se caían de las mazorcas de maíz. La sangre menstrual se consideraba especialmente peligrosa para el poder de los hombres. En África, la sangre menstrual se usaba en los hechizos mágicos más poderosos para purificar y también para destruir. La mitología maya explicaba el origen de la menstruación como un castigo por incumplir las reglas sociales que rigen la alianza marital. La sangre menstrual se convertía en serpientes e insectos utilizados en la magia negra, antes de que la diosa maya de la luna renaciera de ella.
En aquellos lugares en los que la sangre de las mujeres se consideraba sagrada, existía a la vez la creencia de que debía realizarse un ritual de separación. De acuerdo con esta lógica, era cuando la sangre sagrada entra en contacto con cosas profanas cuando se consideraba que era ritualmente peligrosa o 'inmunda'.
También se ha considerado que las mujeres que menstrúan eran peligrosas.

## Perspectiva religiosa
El sociólogo francés Emile Durkheim defiende la teoría de que el origen de la religión humana está de hecho conectado con la menstruación. Él considera que un cierto tipo de acción, la acción ritual colectiva, podría ser a la vez el origen tanto del totemismo, como de la ley, de la exogamia y también del parentesco, así como del lenguaje y del pensamiento, que son capacidades distintivamente humanas. Todo comenzó, según el propio Durkheim, cuando el flujo de sangre menstrual rompía periódicamente las relaciones entre los sexos. El dice que "Toda sangre es terrible", "y por ello se instituyen todo tipo de tabúes para evitar el contacto con ella". Durante la menstruación, las mujeres generaban "cierta repulsión con el objetivo de mantener al otro sexo alejado de ellas". Creían, además, que esta misma sangre corría tanto por las venas de las mujeres como de los animales por igual, lo que sugería el origen último de la sangre en seres ancestrales «totémicos», en parte humanos y en parte animales. Una vez que se vinculaba la sangre menstrual con la sangre de la caza, era lógico que el cazador respetara a ciertos animales como si fueran de su familia, y es ahí donde se encuentra la esencia del "totemismo". Dentro de la sangre compartida del grupo residía su 'dios' o 'tótem', 'de lo que se deduce que la sangre es una cosa divina. Cuando se acaba, el dios se está desbordando'.

### Religiones abrahámicas

#### Judaísmo
En el judaísmo, una mujer durante su menstruación se denomina "nidá" y se le puede prohibir ciertas acciones. Por ejemplo, la Torá judía prohíbe las relaciones sexuales con una mujer que menstrúa. La exclusión ritual de nidá se aplica a una mujer durante la menstruación y durante aproximadamente una semana a partir de entonces, hasta que se sumerge en una mikve (baño ritual) que básicamente está destinado solo a las mujeres casadas. Durante este tiempo, una pareja casada debe evitar las relaciones sexuales y la intimidad física. El judaísmo ortodoxo prohíbe a mujeres y hombres incluso tocarse o pasarse cosas durante este período. Mientras que los judíos ortodoxos siguen esta exclusión, muchos judíos de otras ramas de la religión ya no lo hacen.

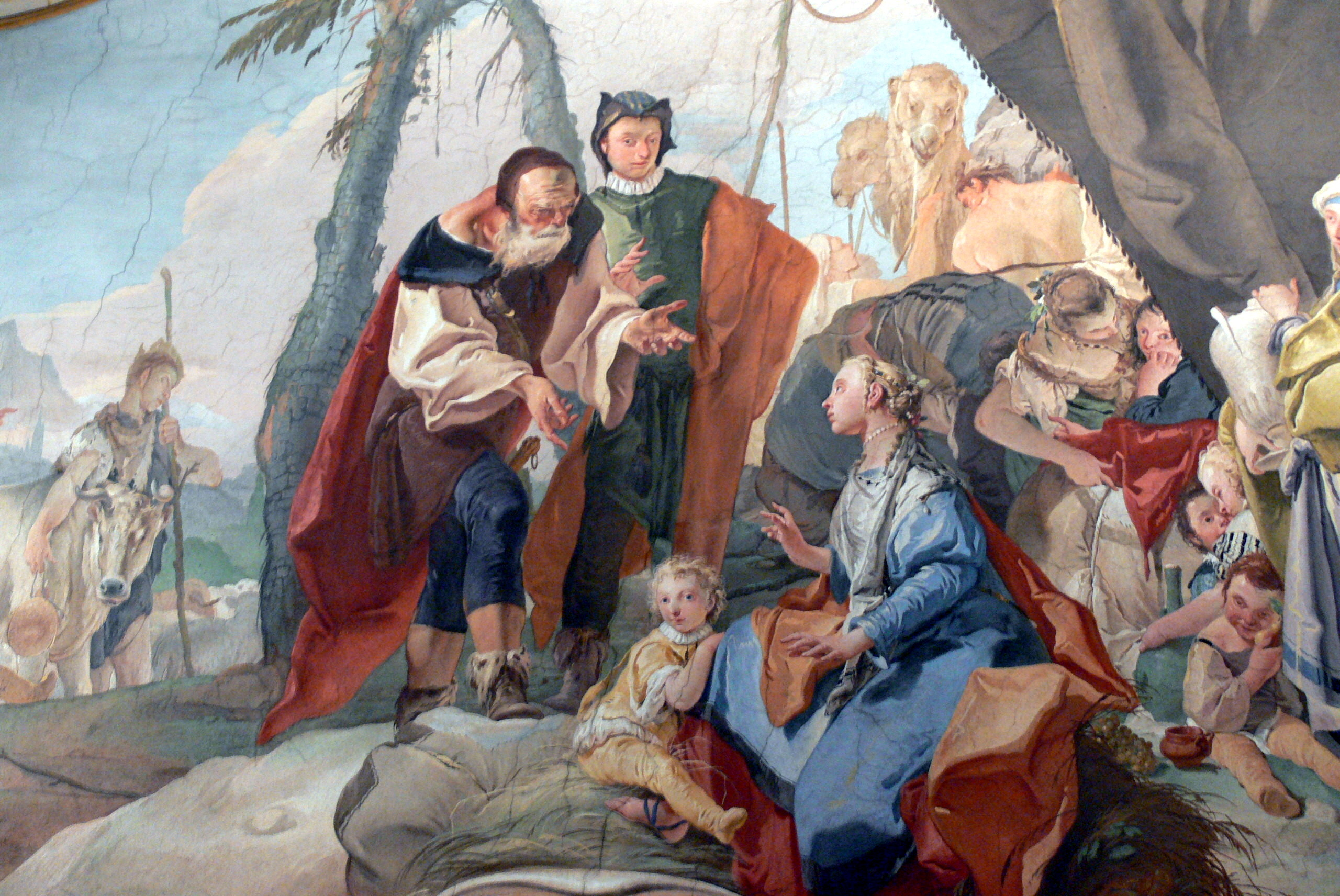
" Labán busca los ídolos ", de Giovanni Battista Tiepolo.

En la Torá ( el  15: 19-30), una mujer que menstrúa se considera ritualmente impura: "todo el que la toque quedará impuro hasta el anochecer" ( Nueva Versión Internacional ). Tocar a una mujer que está menstruando, tocar un objeto sobre el que se haya sentado o acostado, o tener relaciones sexuales con ella también hace que una persona sea ritualmente impura. El grado en que se observan estas reglas en el judaísmo moderno varía según el grado de conservadurismo / ortodoxia.

En Génesis 31: 34-35, se hace referencia a la menstruación en una historia, donde Raquel estaba o pretendía estar en su período menstrual :
Y tomó Raquel los ídolos, y púsolos en una albarda de un camello, y sentóse sobre ellos: y tentó Labán toda la tienda y no los halló. Y ella dijo á su padre: No se enoje mi señor, porque no me puedo levantar delante de ti; pues estoy con la costumbre de las mujeres. Y él buscó, pero no halló los ídolos..

#### Cristianismo
La mayoría de las denominaciones cristianas no tienen ningún ritual específico relacionado con la menstruación. Algunas denominaciones, como las del cristianismo ortodoxo oriental, tienen reglas similares a las establecidas en la sección del Código de Santidad de Levítico, algo similar al ritual judío de nidá. El Papa Dionisio de Alejandría sostuvo con respecto a las mujeres que menstruaban que "ni siquiera ellas mismas, siendo fieles y piadosas, se atreverían en este estado a acercarse a la Santa Mesa o a tocar el cuerpo y la sangre de Cristo". Como tal, las mujeres cristianas ortodoxas orientales, como las que pertenecen a la Iglesia Ortodoxa Copta, no asisten a la iglesia mientras están menstruando.

Algunos Padres de la Iglesia defendieron la exclusión de las mujeres del ministerio basándose precisamente en una noción de impureza. Otros sostenían que las leyes de pureza debían descartarse como parte del Antiguo Pacto. El texto de las Constituciones Apostólicas del siglo IV dice:
Porque ni la mezcla lícita, ni la maternidad, ni la purga menstrual, ni la contaminación nocturna pueden contaminar la naturaleza de un hombre, o separar el Espíritu Santo de él. Nada más que la impiedad y la práctica ilegal pueden hacer eso. 
Algunas confesiones cristianas, incluidas muchas autoridades de la Iglesia ortodoxa y algunas partes de la Iglesia ortodoxa (Iglesias ortodoxas rusa, ucraniana, griega e india), distintas de la Iglesia católica, aconsejan a las mujeres que no reciban la comunión. durante su período menstrual, no porque se considere que la menstruación es un pecado, sino para prepararse mejor para acercarse a Cristo.  Esta es una práctica bastante común en Grecia y Rusia y otros países cristianos ortodoxos históricamente, así como por los cristianos ortodoxos en países donde son minoría, tales como Egipto, India y Siria.
Fue en el año 735 en el que la Iglesia latina decidió que a las mujeres se les debía permitir asistir a las liturgias y recibir la Sagrada Comunión durante su menstruación.

#### Islam
De acuerdo con la religión islámica, durante los períodos menstruales, las mujeres no pueden orar. Se recomienda además que las mujeres sigan un conjunto de reglas durante la menstruación. No deben ayunar y los ayunos no practicados durante el Ramadán deben completarse en otros días. Por otro lado, sí hay otras actividades que están permitidas durante la menstruación, como las peregrinaciones o la circunvalación de la Kaaba. También tienen permitido entrar al lugar de oración de la mezquita, pero se les exime de la oración y se las anima a estar presentes en las reuniones y festivales musulmanes (Eids). Después del período, también se requiere un baño (Ghusl), que también se requiere de los dos miembros de la pareja después del sexo, antes de que la oración pueda continuar.
"Y os preguntan por la menstruación; Decid que es perjudicial/impura, así que manteneos alejados de las mujeres durante la menstruación; Y no os acerquéis a ellas hasta que se purifiquen Y cuando se hayan purificado, entonces acudid a ellas desde donde Alá os ha ordenado; Ciertamente, Alá ama a los que se arrepienten constantemente y ama a los que se purifican. Vuestras mujeres son vuestra tilita, así que venid a vuestra tilita como queráis y poned de vuestra parte; y temed a Alá y sabed que os encontraréis con Él; y dad buenas noticias a los creyentes." (Corán 2:222-223)
La interpretación islámica tradicional del Corán prohíbe las relaciones sexuales durante el período menstrual de una mujer, pero sí permite otro tipo de intimidad física y otros actos que se consideran sexuales. Si un hombre tiene relaciones sexuales con su esposa pero descubre entonces que ella está con la menstruación, ha comenzado, debe retirarse inmediatamente.
Por autoridad de Urwa:
"Una persona me preguntó: '¿Puede servirme una mujer durante la menstruación? Y ¿puede una mujer Junub acercarse a mí?" Le respondí: 'Todo esto es fácil para mí. Todas ellas pueden servirme, y no hay nada malo en que cualquier otra persona haga lo mismo. 'Aisha me dijo que solía peinar el cabello del Apóstol de Alá cuando estaba en su menstruación, y él estaba en Itikaf (en la mezquita). Él acercaba su cabeza a ella en su habitación y ella le peinaba, durante su menstruación'".

### Budismo
En el budismo en general (Theravada o Hinayana) la menstruación se percibe como "una excreción física natural por la que las mujeres tienen que pasar mensualmente, ni más ni menos ".
Sin embargo, en ciertas ramas del budismo japonés, las mujeres que menstrúan sí que tienen prohibido asistir a los templos. En el budismo de Nichiren (Japón), la menstruación no se considera un obstáculo espiritual para la práctica religiosa, aunque una mujer que menstrúa puede decidir no inclinarse, por comodidad. Durante la menstruación, las mujeres no deben entrar en los templos o santuarios, ya que se consideran contaminadas. En el budismo de Sri Lanka, esto también se aplica a sus esposos y a otros hombres que hayan estado en un hogar con mujeres que menstrúan.

### Hinduismo

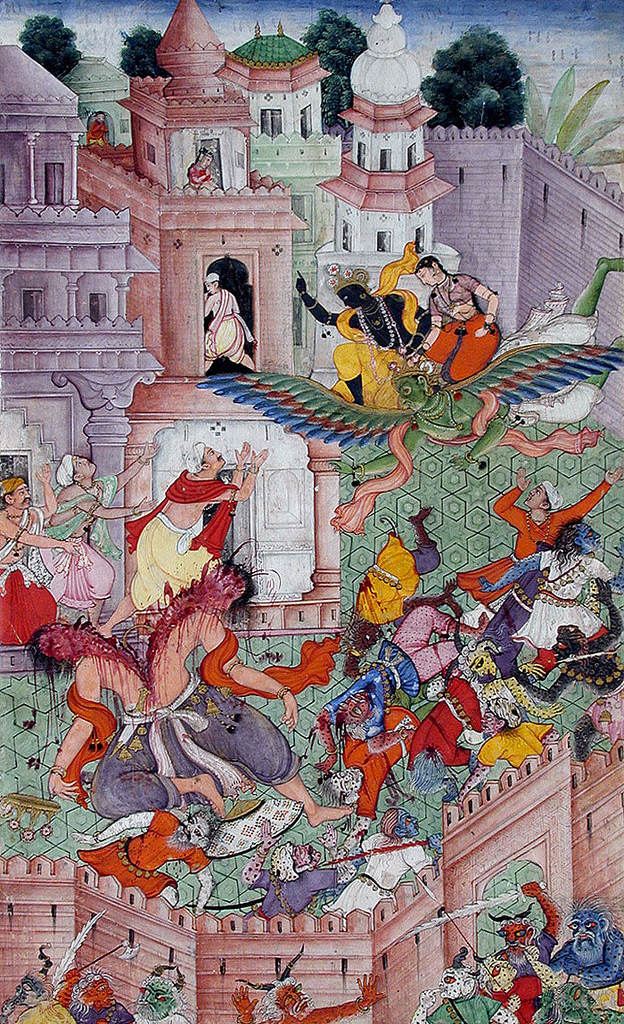
A pesar de haber nacido de Bhudevi y Varaha, Narakasura (que se muestra aquí siendo asesinado por Krishna) resultó ser malvado porque fue concebido cuando su madre estaba menstruando.

Las percepciones del hinduismo sobre la menstruación son diversas. Por un lado, la menstruación es vista como un período de purificación, de manera que las mujeres a menudo son separadas del lugar de culto o de cualquier objeto relacionado con él, durante este período. Esto forma la base de la mayoría de las prácticas y restricciones culturales en torno a la menstruación en el hinduismo, aunque también tiene sus peculiaridades.

### Sijismo
La menstruación no conlleva que las mujeres sean consideradas impuras en el sijismo, y de hecho no se restringe elcomportamiento de las mujeres durante el tiempo en que están menstruando.
En The Feminine Principle (El principio femenino) en la visión sij de lo trascendente, Nikky Guninder Kaur-Singh escribe:
La denigración del cuerpo femenino "expresada en muchos tabúes culturales y religiosos que rodean la menstruación y el nacimiento de niños" está ausente en la cosmovisión sij. Guru Nanak reprende abiertamente a quienes atribuyen la contaminación a las mujeres a causa de la menstruación'.

### Otras creencias

#### Fe bahá'í
Bahá'u'lláh, considerado como el fundador de la Fe Baháʼí, en el Kitáb-i-Aqdas (su libro sagrado) estableció la abolición de todas las formas de impureza ritual de personas y cosas, destacando la importancia de la limpieza y de la pureza espiritual. Eb esta fe se alienta a las mujeres que menstrúan a orar y no se les exige que ayunen; tienen la opción (voluntaria) de recitar un verso en su lugar.

#### Jainismo
En la rama jainista se considera que el sangrado que tiene lugar durante la menstruación mata los microorganismos en el cuerpo, lo que tiene como resultado que el cuerpo femenino se agote, cause calambres y produzca estrés. Por ello, la expectativa es que las mujeres descansen y no realicen ningún deber religioso durante cuatro días. Durante este tiempo, el hombre de la casa puede asumir los deberes de la mujer.

#### Sintoísmo
En Japón, la religión sintoísta jugó y aún juega un papel importante dentro de la sociedad. Se cree que los Kami, que son las deidades del sintoísmo, no conceden deseos a aquellos que puedan tener rastros de sangre, suciedad o muerte en ellos. Si bien es cierto que la menstruación no es exactamente sangre, los antiguos japoneses no lo sabían. Como consecuencia de ello, y conforme a aquella creencia, a las mujeres que estaban menstruando no se les permitía visitar ninguno de los santuarios Kami durante su período menstrual. Incluso en el siglo XXI, a las mujeres no se les permite ingresar en los santuarios y templos sintoístas durante la menstruación y, en algunos casos, tienen estrictamente prohibido escalar las cimas de las montañas que se consideran sagradas debido precisamente a lo que se considera su 'impureza'. Por otro lado, esta tradición se mantiene viva en cierto modo en la creencia de que el desprendimiento del endometrio es una especie de muerte. La tradición se relaciona con la idea de que cualquier muerte en la familia trae impureza y quienes experimentan esto deben esperar un cierto tiempo antes de poder regresar a los santuarios y otras áreas sagradas.

#### Religiones chinas
En los sistemas de creencias chinos se supone que las mujeres no deben tocar las estatuas sagradas, hacer ofrendas o rezar a las estatuas sagradas durante el tiempo que dura su ciclo menstrual. Antes de la revolución, siguiendo esta creencia, algunos templos solo permitían el ingreso a hombres y mujeres muy mayores o muy jóvenes.[cita requerida] Los puntos de vista chinos sobre la menstruación todavía están profundamente influenciados por los valores confucionistas de virtud y castidad. En este sentido, muchas mujeres se sienten especialmente empoderadas y femeninas durante los primeros años del inicio de sus ciclos menstruales.

#### Wicca y paganismo
La menstruación se menciona expresamente en algunos textos wiccanos y paganos. Hay libros y material recopilados sobre brujería y menstruación en el Museo de Brujería y Magia de Cornwall, en el Reino Unido.
En la década de 2010, algunos practicantes de Wicca y paganos que lo hacían públicamente, a la vista de todos, comenzaron a compartir rituales, hechizos e historias sobre la menstruación en estos sistemas de creencias. Los rituales paganos y las historias de la menstruación también se analizan en libros como The Wise Wound: Menstruation and Everywoman de Penelope Shuttle y Peter Redgrove.

## Por región

### África
En el continente africano existe una amplia variedad de costumbres relacionadas con la menstruación. En 2014, la UNESCO informó que aproximadamente el 10% de las niñas en el África subsahariana no van a la escuela durante la menstruación.

#### Ghana
En Ghana, se ha constatado que los tabúes religiosos y el estigma social relacionados con la menstruación contribuyen a la falta de acceso a la escuela para las niñas. En las zonas rurales del país, el 95% de las niñas señalan que cuando están con la menstruación no acuden a la escuela. El Banco Mundial estima que 11,5 millones de mujeres en Ghana no tienen acceso a higiene y saneamiento adecuados.

#### Zambia
En Zambia, cuando las mujeres están con la menstruación, utilizan una tela arrancada de la envoltura tradicional (chitenge), con una parte atada alrededor de la cintura y otra parte enrollada debajo de la entrepierna, para recoger el flujo menstrual. La menarquia (el primer ciclo menstrual en la pubertad) tradicionalmente se ha considerado como una señal de que la niña probablemente esté lista para el sexo y por lo tanto para el matrimonio, así como para realizar las tareas adultas en el hogar. Dentro de los ritos de iniciación a la menarquia, se da cierta instrucción sobre el sexo y las relaciones maritales, así como sobre como ocuparse de la menstruación. Esto lo realizan mujeres mayores. Es tabú hablar de la menstruación con los hombres o aprender de la propia madre.

### Asia meridional y sudoriental
En algunas partes del sur de Asia, también existe un tabú sobre la menstruación, que con frecuencia la considera como algo impuro. A menudo se imponen a las mujeres que tienen la menstruación restricciones en el movimiento, el comportamiento y la alimentación. Según un estudio de 2018, más de un tercio de las niñas del sur de Asia no van a la escuela durante la menstruación.

#### Laos
Un pequeño estudio en una zona rural de Laos (Savannakhet) descubrió que la menstruación se considera tabú y vergonzosa. Esto dificulta el intercambio de conocimientos en las escuelas y en los hogares. Además, hay un bajo nivel de higiene menstrual. Esto tiene un efecto negativo en las oportunidades sociales de la mujer para lograr una buena salud, moverse libremente e ir a la escuela. Algunas mujeres que menstrúan (16 %) usan faldas de doble capa (sinhs) en el ámbito privado, en comparación con el 54 % que usa toallas sanitarias desechables.

#### India
En la mayor parte de la India, la menarquia se celebra como un aspecto positivo de la vida de una niña. Así por ejemplo, en la región de  Andhra Pradesh, las niñas que tienen su primer período menstrual reciben regalos y las familias organizan celebraciones para conmemorar la ocasión.
En algunos hogares tradicionales de la India, las niñas y las mujeres siguen enfrentándose a tabúes restrictivos en relación con la menstruación, que hacen que se les niegue, por ejemplo, la entrada a la cocina. En áreas alrededor del distrito de Jhabua del estado indio de Madhya Pradesh, se considera que "la menstruación es una enfermedad y no un proceso biológico normal", y como resultado de ello, las mujeres que están menstruando no pueden dormir en las camas, ni entrar a las cocinas, ni tocar a los miembros masculinos de su familia, ni comer alimentos picantes.
En un estudio de 2014 realizado en India, los investigadores concluyeron que hasta el 42 % de las mujeres que participaron en el estudio no sabían de la existencia de toallas sanitarias ni del origen anatómico de su menstruación. Los investigadores notaron que las mujeres reutilizaban trapos viejos para ocuparse del flujo menstrual y que "la mayoría de ellas se asustaban o preocupaban con la llegada de la primera menstruación". El 88 % de las mujeres que menstrúan en la India rural utilizan métodos alternativos a las toallas sanitarias, como por ejemplo telas viejas, trapos, arena, cenizas, virutas de madera, periódicos y heno.

##### Keddasa

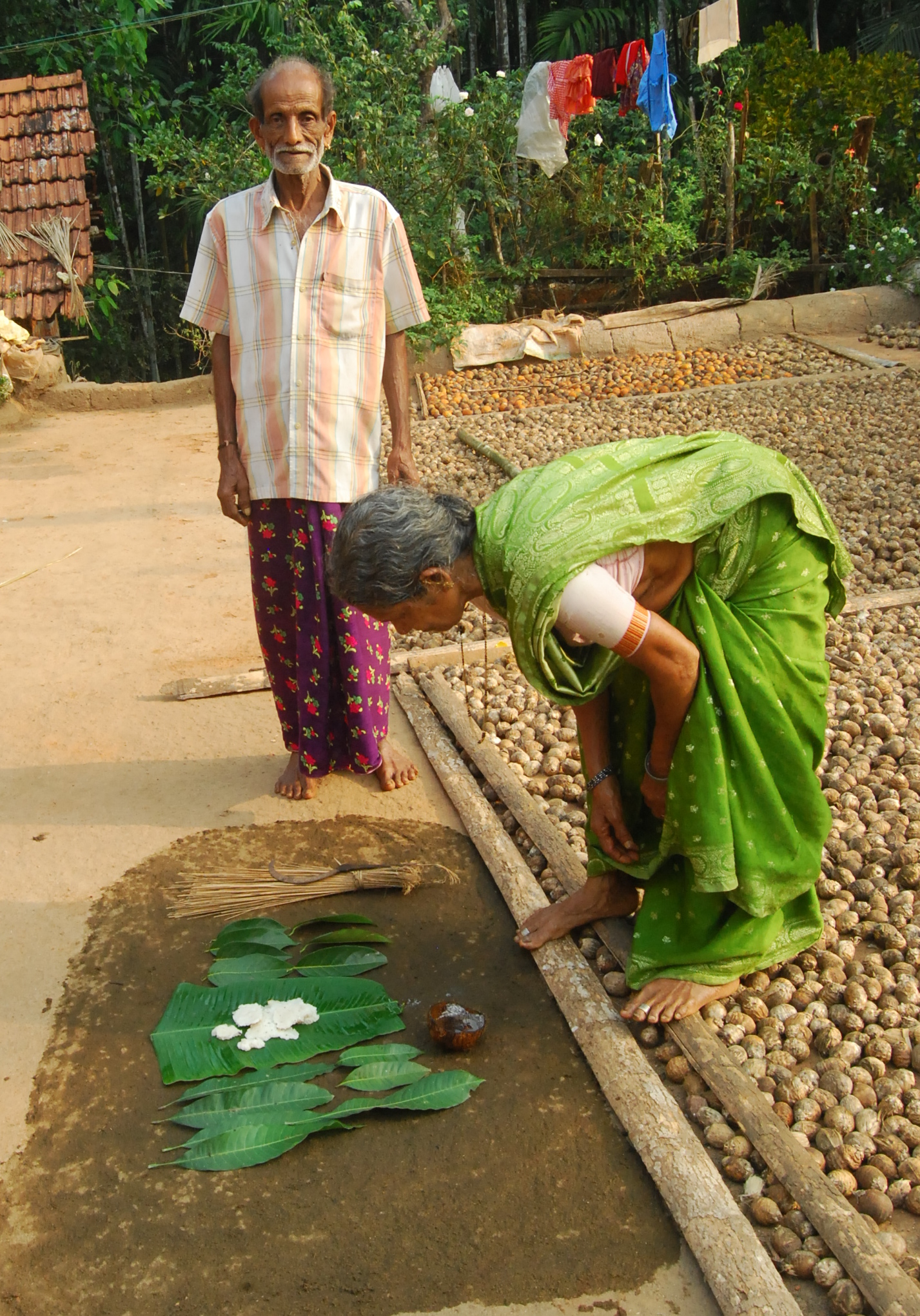
Keddaso - Celebración de la menstruación de la Madre Tierra en Tulunadu, Karnataka

Keddaso (también transcrito Keddasa, y también conocido como Bhumi Puje, y en Tulu como keḍḍasa ಕೆಡ್ಡಸ), se conoce popularmente como el "festival de adoración a la Madre Tierra" y se celebra en la región de Tulu Nadu de Karnataka, en el sur de la India. Se cree que en este día, Bhoomi Devi tiene la menstruación y el día se celebra por todo lo alto en Tulu Nadu. Se trata de un importante festival de cuatro días de duración que se celebra en los últimos días del mes Ponny de Tulu (que se corresponde con el mes de febrero en el calendario gregoriano).

#### Templo Sabarimala

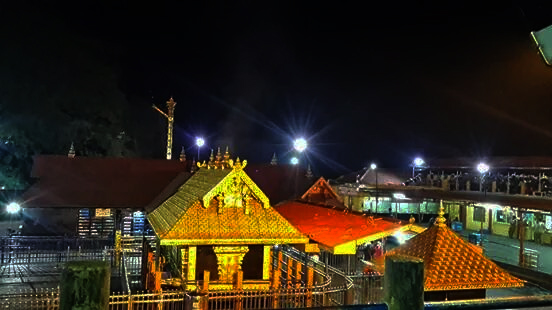
Las mujeres de entre 10 y 50 años tenían legalmente prohibida la entrada a Sabarimala entre 1991 y 2018.

El Templo de Sabarimala está situado en el lugar de ese mismo nombre en el distrito de Pathanamthitta, en el estado de Kerala. A las mujeres en edad reproductiva no se les permitía orar en este templo, sobre la base de que esa prohibición existía por respeto a la naturaleza célibe de la deidad a la que está dedicado, Shasta, que era un varón adolescente menor de edad. Una sentencia del tribunal superior de Kerala había además legalizado esta interpretación y prohibía a las mujeres ingresar al templo desde 1991. Sin embargo, en septiembre de 2018, una sentencia esta vez de la Corte Suprema de Indiaestableció que todos los peregrinos hindúes, independientemente de su género, podían entrar en el templo. La Sala constitucional de la Corte Suprema entendía que cualquier excepción impuesta a las mujeres debido a diferencias biológicas viola la Constitución, la prohibición viola el derecho a la igualdad conforme al artículo 14. Este veredicto dio lugar a protestas, manifestaciones y violencia por parte de millones de devotos de Ayyappa (no solo hombres, sino también mujeres) apoyados por el partido derechista hindú Bharatiya Janata y con la oposición del gobierno estatal entonces liderado por el Left Democratic Front. Unas diez mujeres intentaron entonces ingresar en el templo de Sabarimala, a pesar de las amenazas de agresión física, pero no lograron llegar al sanctum sanctorum. Desafiando las protestas, otras dos mujeres del grupo de edad que anteriormente tenía prohibido el ingreso, y vinculadas con el partido en el gobierno, el Partido Comunista de la India (Marxista), finalmente consiguieron entrar en el templo por la puerta de atrás en la madrugada del 2 de enero de 2019, con la asistencia tanto de la policía como de la administración local. Cuando esta supuesta acción fue notificada a los sacerdotes y autoridades del templo, estos lo cerraron para realizar un ritual de purificación. La controversia sobre la implementación de este veredicto sigue vigente.

#### Ambubachi Mela en el Templo Kamakhya

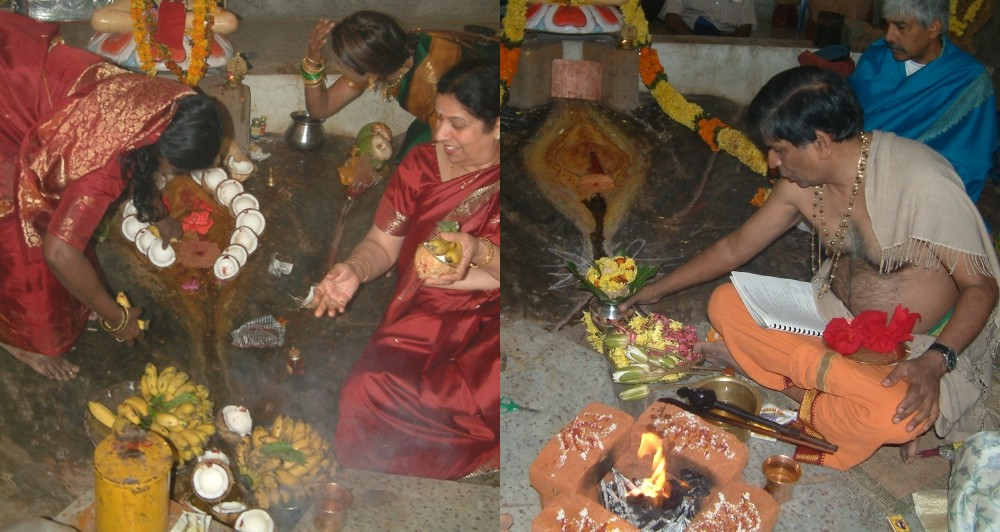
Festival Kamakhya Puja

Aquellos hindúes asameses y bengalíes que siguen la rama del shaktismo, celebran un rito específico relativo a la menstruación de la diosa Kamakhya durante el denominado Ambubachi Mela, un festival anual de fertilidad que se celebra cada año durante el mes de junio, en el Templo Kamakhya, Guwahati, que se encuentra en el estado de Assam. Durante el Ambubachi (অম্বুবাচী) en el Templo Kamakhya se adora el ciclo menstrual anual de la diosa Kamakhya. El ritual funciona de la siguiente manera: durante el festival, el templo permanece cerrado durante los tres primeros días y reabre sus puertas al cuarto y último día para recibir a peregrinos y fieles. Este templo constituye uno de los lugares de peregrinación más importantes de la India y atrae a millones de visitantes cada año, especialmente al Ambubachi Mela, que atrae a más de 100.000 peregrinos al día durante el mencionado festival, que dura 4 días. Antes de que se clausure el templo para el Ambubachi, se coloca una tela blanca sobre la piedra en forma de ioni (vulva) en la que se adora a la diosa Kamakhya en el templo. Al final de Ambubachi, cuando se vuelve a abrir el templo y se lleva a cabo el Ambubachi Mela, los devotos reunidos reciben fragmentos de esa tela, entonces enrojecida para representar la sangre menstrual. Esta tela, conocida como Raktobostro (रक्तवस्त्र), es considerada especialmente sagrada por los hindúes al haber sido manchada por la 'sangre menstrual' de la diosa Kamakhya, que es considerada la Madre del Universo.[cita requerida]

#### Indonesia

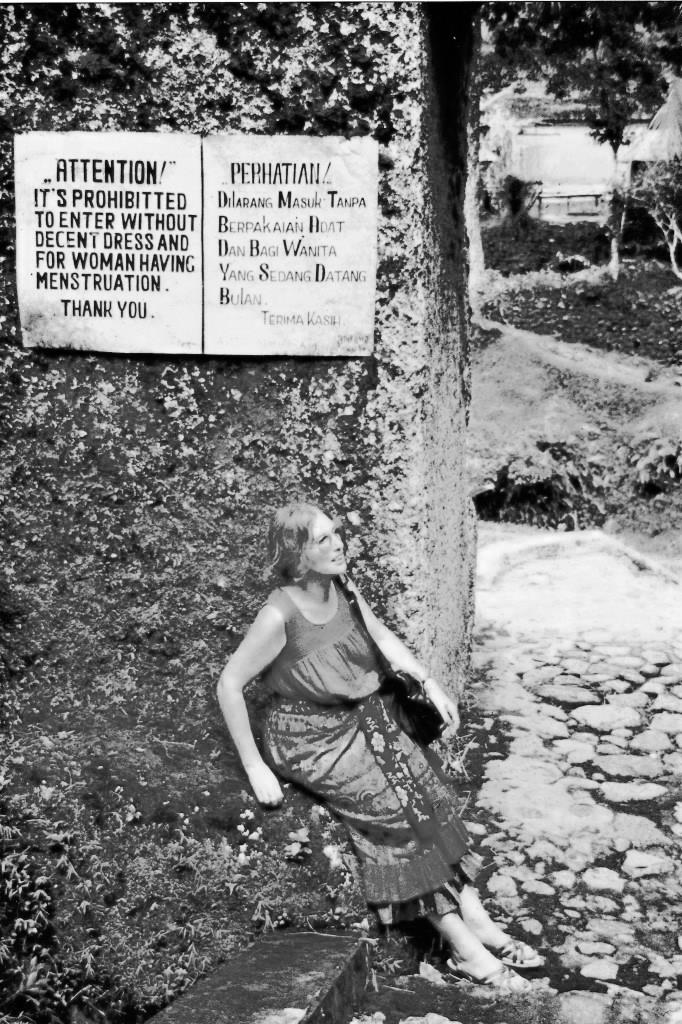
Cartel que dice: "Está prohibido entrar sin ropa decente y a las mujeres que están menstruando", Bali, 1979

En la isla de Bali, mientras tiene la menstruación, la mujer no tiene permitido entrar a la cocina para realizar sus tareas habituales, ni tener relaciones sexuales con su marido. Debe dormir separada del resto de la familia y tiene que mantener la ropa que usa mientras menstrúa lejos de cualquier pieza de ropa que pueda usar para ir al templo a orar. Una de las normas cuyo cumplimiento se considera más importante es que una mujer no puede asistir al templo mientras está menstruando.
En Sumba, las mujeres suelen mantener en secreto sus ciclos menstruales, lo que hace que los hombres consideren que son seres engañosos. Las mujeres de Sumba creen que su secreto les permite mantener en todo momento el control sobre los hombres. "Los hombres nunca sabrán cuánto podemos hacer realmente para controlar estas cosas. Tenemos todo tipo de secretos, y siempre deben creer que podemos controlar incluso más de lo que realmente podemos".
Se espera que las mujeres no tengan relaciones sexuales durante la menstruación y existe la creencia generalizada de que las enfermedades de transmisión sexual son el resultado de que las mujeres engañan a los hombres y tienen relaciones sexuales mientras están menstruando. La gonorrea se conoce en Sumba como la "enfermedad que contraes de las mujeres"; ello ha generado un problema social. Cuando un hombre contraía esta enfermedad, creían que la única forma de curarse y evitar las dolorosas llagas era contagiársela a una mujer. El razonamiento tras esta creencia era que el cuerpo de una mujer podría absorber la infección y purgarla durante el ciclo menstrual.[cita requerida]

#### Nepal
Los hindúes en Nepal tradicionalmente mantenían a las mujeres aisladas durante la menstruación, llegando al extremo de que cuando las mujeres que estaban menstruando no podían quedarse en el hogar familiar durante un período de 3 noches. Esta práctica fue prohibida por la Corte Suprema de Nepal en 2005, pero no ha sido completamente erradicada. Existen acciones comunitarias y organizativas para combatir esta práctica. En enero de 2019, las autoridades locales exigieron la destrucción de las chozas chhaupadi en Bajura, el municipio en el que murieron una mujer y sus dos hijos pequeños en una choza. Esto tuvo como consecuencia la eliminación de 60 cobertizos y el despliegue de fuerzas del orden público para patrullar para tratar de erradicar la práctica.

#### Sri Lanka
Según un estudio de 2018, dos tercios de las niñas en Sri Lanka no recibían información sobre la menstruación antes de llegar a la pubertad. Esa falta de educación es causa de que muchas niñas enfermen al no tener suficiente información sobre su cuerpo y sus ciclos menstruales. No solo esto, sino que también, al menos un tercio de las niñas faltaban a la escuela durante sus períodos debido a la falta de baños o toallas sanitarias accesibles para ellas.
Por otro lado, existe un ritual en torno a las jóvenes, que comienza con su primera menstruación y termina cuando reciben una cierta educación sexual. Durante todo este ritual no se puede dejar sola a la joven, de forma que siempre tiene que haber otra mujer con ella, y si esta acompañante necesita salir, deja a la joven con un hacha de hierro para evitar que los espíritus intenten influir en ella mientras dura el ritual. Esta parte del proceso continúa durante tres meses después de completar la mayor parte del ritual, lo que significa que la niña es una mujer antes de recibir educación sexual.

### Estados Unidos
Tradicionalmente, el pueblo de los Yurok en América del Norte practicaban la reclusión menstrual, para lo cual las mujeres yurok tenían una pequeña choza cerca de la casa principal.
A través de una encuesta realizada en 1981 en Estados Unidos, se constató que una gran mayoría de adultos y adolescentes estadounidenses consideraban que no se debía hablar públicamente de la menstruación, especialmente en compañía de hombres y mujeres. Muchos creían que era inaceptable hablar de la menstruación incluso dentro de la familia. Los estudios realizados a principios de la década de 1980 mostraron que casi todas las niñas en los Estados Unidos consideraban que no debían hablar sobre la menstruación con los niños, y más de un tercio de ellas no pensaban que fuera apropiado hablar sobre la menstruación con su progenitor.
Una nueva encuesta realizada en 2018 a unas 1.500 mujeres en los EE. UU. dejó constancia de que todavía el 60% de las mujeres se sentían avergonzadas cuando están con la menstruación.

### Reino Unido
En 2017, la MSP escocesa Monica Lennon comenzó a trabajar para presentar al gobierno un proyecto de ley relativo a la lucha con la pobreza provocada por la menstruación, el proyecto de ley Ending Period Poverty ('Poniendo fin a la pobreza provocada por el periodo). En 2019 se presentó y sedebatió oficialmente en Holyrood. Fue aprobado en noviembre de 2020 y convirtió a Escocia en la primera nación del mundo en establecer como obligación legal que los productos para la menstruación estén disponibles de forma gratuita para cualquiera que los necesite.
En 2019, la Oficina de Igualdad del Gobierno puso en marcha un grupo de trabajo sobre la pobreza provocada por la menstruación para investigar y acabar con el problema de las personas que no pueden pagar los productos higiénicos para la menstruación.

## Sociedad y cultura

### Educación
En EE. UU., la educación sobre la menstruación se da a menudo en las escuelas, en combinación con la educación sexual.  Sin embargo, un estudio sugiere que las niñas preferirían que fueran sus madres su principal fuente de información sobre la menstruación y la pubertad.
Un estudio nigeriano constataba el siguiente desglose sobre quienes eran las personas o entidades que tenían mayor influencia en términos de educación sobre la menstruación: "los padres el 56 %, los amigos el 53 %, los libros el 46 %, los maestros el 44 %, Internet el 45 % y los centros de salud el 54". En la práctica, es habitual que la información sobre la menstruación se comparta con amigos y compañeros, lo que puede promover una perspectiva más positiva de la pubertad.
La calidad de la educación menstrual en una sociedad determina la precisión de la comprensión del proceso por parte de las personas. Parte de ello es debido a la segregación de hombres y mujeres durante las sesiones educativas. No enseñar con precisión en qué consiste la menstruación a estudiantes de todos los géneros tiene implicaciones sociales en como se desarrollan posteriormente las relaciones de género y en relación con la objetivación que se hace de los cuerpos femeninos. El malestar surge cuando los estudiantes no tienen acceso a la misma información, lo que refuerza la creencia de que "la menstruación es asquerosa y debe mantenerse oculta". Se alienta a las niñas a que oculten el hecho de que estén menstruando para poder ser consideradas como deseables. El acoso sexual y las burlas sobre la menstruación causan ansiedad en las niñas, ya que deben estar pendientes de asegurarse de que no dan señales de estar menstruando.
Es fundamental que existan  programas educativos efectivos para proporcionar a los niños y adolescentes de ambos géneros información clara y precisa sobre la menstruación. Varios expertos en educación y salud sexual han estudiado las características que deberían tener tales programas. No hay consenso, sin embargo, sobre dónde debe darse esta educación. Algunos expertos sostienen que las escuelas son el lugar apropiado para la educación menstrual porque son una institución a la que los jóvenes asisten constantemente. Las escuelas están destinadas a ampliar el conocimiento de los estudiantes y, por lo tanto, servir como un lugar apropiado para transmitir la educación sobre la menstruación.
Otros expertos, en cambio, argumentan que los programas dirigidos por compañeros o entidades separadas de las escuelas son más efectivos que los que se enseñan en el aula escolar. Esto podría deberse a las interacciones que se generan en grupos pequeños, la capacidad de estos programas para dirigirse a poblaciones específicas o la posibilidad de que muchos adolescentes elijan participar voluntariamente en estos programas, frente a la obligación de asistir a los programas escolares.

### Publicidad
La publicidad de productos menstruales comenzó a principios del siglo XX. Los primeros anuncios incluían campañas en revistas impresas de Tambrands Inc (Tampax ), Kimberly-Clark (Kotex) y marcas que ya no existen. La publicidad de productos menstruales fuera de los EE. UU. comenzó un poco más tarde, con SABA en Noruega después de la Segunda Guerra Mundial.
Históricamente, la publicidad de productos para la menstruación ha tenido que buscar el equilibrio entre la realidad de las cosas y la información con tabúes y leyes de censura contra la discusión o la exhibición de temas relacionados con la menstruación. Los folletos educativos y la divulgación escolar han sido una forma importante de marketing para las consumidoras jóvenes durante el siglo XX.
Una forma típica para la publicidad de representar productos sanitarios relativos a la menstruación era vertiendo un líquido azul, en lugar de rojo, sobre el producto sanitario para demostrar su capacidad de absorción. Ello se debía a las estrictas normas de censura con respecto a la publicidad de productos menstruales.
En 2010, la marca de tampones "Always" creó el primer anuncio de higiene femenina que presentaba una pequeña mancha roja en representación de la sangre. El anuncio fue creado por el becario y artista William Chyr, que trabajaba en la agencia de publicidad de Always, Leo Burnett. Originalmente, creó este anuncio para su archivo personal, pero llamó la atención del director creativo de la agencia publicitaria, de manera que finalmente se convirtió en un anuncio real. Hubo cierta controversia cuando se lanzó el anuncio por primera vez.
En cambio, en junio de 2016 la presencia de sangre roja en un comercial de Bodyform en el Reino Unido fue recibida con entusiasmo por parte de las redes sociales por desafiar los estereotipos que se habían generalizado en los anuncios de productos relacionados con la menstruación, al mostrar por fin a mujeres reales que luchan a pesar de sangrar por cortes, golpes y contusiones que reciben mientras practican varios deportes. Más adelante, Essity, del propietario de Bodyform, lanzó ya campañas que presentaban un líquido que parecía sangre en la campaña Blood Normal.

### Arte
El arte menstrual aborda temas relacionados con la menstruación, como la sangre, el dolor, la menopausia o el estigma menstrual. Aunque no es novedoso del siglo XX, puede constatarse un aumento notable en el compromiso artístico a partir de finales de la década de 1960, en el momento de la segunda ola de feminismo. Cabe mencionar artistas como Shigeko Kubota, Carolee Schneemann, Judy Clark, Judy Chicago, Catherine Elwes, Marina Abramović, Gina Pane, Ana Mendieta y más adelante Orlan. Desde la década de 1960, varias artistas han seguido interesándose por el arte menstrual, destacando diferentes temas relacionados con la alegría de tener la menstruación, pero también con los tabúes y con el dolor.
En 2015, la artista canadiense Rupi Kaur fue censurada por Instagram al publicar la serie de arte menstrual llamada Period (periodo).  Kaur criticó la posición de Instagram y escribió: "Gracias, Instagram, por brindarme la respuesta exacta que criticaba precisamente este trabajo. No me disculparé por no alimentar el ego y el orgullo de una sociedad misógina que disfruta de mi cuerpo en ropa interior pero no tolera una pequeña filtración, cuando sus páginas están llenas de innumerables fotos y cuentas donde las mujeres. . . son cosificadas, pornificadas y tratadas [como] objetos y no seres humanos". Más tarde, Instagram revirtió su decisión, y desde entonces el arte menstrual ha florecido en esta plataforma.
La historia del arte ha comenzado a explorar el tratamiento de este tema en el arte, a partir de una historiografía más amplia sobre el género y el cuerpo en el arte moderno y contemporáneo, que ha sido objeto de estudio por parte dehistoriadoras del arte feministas, tales como, Ruth Green-Cole, Camilla Mørk Røstvik, Kathy Battista, y Bee Hughes.
La conferencia de 2015 de la Society for Menstrual Cycle Research (la Sociedad para la Investigación del Ciclo Menstrual) patrocinó una exposición colectiva, cuya comisaria fue la artista Jen Lewis, de la que se hizo también un catálogo. En 2020, el Museo Noruego Telemark Kunstsenter realizó una exposición sobre la menstruación denominada SYKLUS.

### Cine, televisión, libros
Las películas y la televisión también han reflejado históricamente la naturaleza de tabú de la menstruación en las distintas sociedades. Por lo general, se evita el tema de la menstruación, excepto en escenas referidas a la menarquia, el primer período de una niña. Por poner un ejemplo, como hace Elizabeth Arveda Kissling en su artículo, "On the Rag on Screen: Menarche in Film and Television", la película de 1991 My Girl (Mi chica) contiene una escena en la que la protagonista, Vada, experimenta su primer período. Sin embargo, la explicación que ella recibe de un referente femenino sobre lo que le está sucediendo no tiene lugar frente a la cámara, sino que ocurre fuera de cámara y el tema nunca vuelve a mencionarse, excepto cuando Vada empuja a Thomas por el porche y le dice: "No vuelvas hasta dentro de cinco o siete días." 
En la película de Brian de Palma Carrie, de 1976, la protagonista tiene su primer período en el instituto y, al no saber qué le pasa, se pone histérica en la ducha del gimnasio creyendo que se está muriendo. Las otras chicas se burlan de ella arrojándole tampones y toallas sanitarias. El profesor de gimnasia intenta calmar a Carrie y es finalmente él mismo el que tiene que explicarle el concepto de la menstruación a Carrie (porque su madre no se había molestado en hacerlo). Cuando Carrie regresa a casa anunciando que es mujer y preguntando por qué nunca le hablaron de la menstruación, su madre, que es una fanática religiosa, le grita y la encierra en un armario por temor a que la menstruación atraiga a los hombres y el pecado del sexo. Más adelante en la película, sus compañeros de clase vuelven a burlarse de su ignorancia sobre la menarquia al echarle por encima sangre de cerdo durante el baile de graduación.
En cambio, la novela de 1979 Endless Love (Amor infinito) de Scott Spencer tiene una escena de amor de 20 páginas de duración en la que la sangre menstrual no es una barrera para la unión obsesiva de la pareja. Esta novela fue adaptada al cine en dos ocasiones, en 1981 y en 2014.
En Only Yesterday (Fue ayer, de 1991), se descubre que una de las niñas tiene la menstruación y luego se burlan de ella por dicha razón, especialmente cuando un grupo de niños les dice a los demás que no toquen una pelota que ella había tocado diciendo: "Te contagiarás de su período".
Clueless, el clásico de culto de 1995, película especialmente conocida por su moda y sus memorables frases ingeniosas, cuenta entre estas con una de las frases de época más citadas de todos los tiempos. La protagonista Cher, cuando recibe un segundo aviso por llegar tarde a clase, usa la excusa de "montar la ola carmesí" como razón para justificar su tardanza.
En 2004, Mean Girls o Chicas Malas, como se la conoce en España, película protagonizada por Lindsay Lohan, tenía una escena en la que el personaje de Stephanie Drummond, Bethany Byrd, cuestiona su virginidad mientras usa tampones para flujo pesado.
En la película Superbad o Supersalidos, como se llamó en España, de 2007, Seth descubre sangre menstrual en sus vaqueros después de bailar con una mujer. Reacciona con disgusto, al igual que el resto de hombres de la escena.
Big Mouth (serie de televisión) de Netflix presenta a Jessi Glaser, interpretada por Jessi Klein, que tiene su período por primera vez durante un viaje escolar a la Estatua de la Libertad en Nueva York en el episodio dos de la primera temporada. Mientras Jessi está en el baño preocupada y sin saber qué hacer, su amigo, Andrew Glouberman, interpretado por el comediante John Mulaney, encuentra un producto menstrual para ella.
La comedia dramática de Bollywood de 2018 Pad Man se inspiró en la vida del inventor indio y activista social Arunachalam Muruganantham. Como hombre recién casado, deseaba ayudar a su esposa a tener mejor acceso a los productos sanitarios tras descubrir que tenía que vivir en habitaciones separadas durante el tiempo que ella estaba con la menstruación. Trabajó duramente para crear una compresa de bajo costo accesible para todas las mujeres en la India. Su historia fue relatada por Twinkle Khanna en la ficción The Legend of Lakshmi Prasad.

### Supresión menstrual
Con la aprobación por parte de la FDA de medicamentos para la supresión menstrual, los investigadores han comenzado a cambiar su enfoque hacia las actitudes de las mujeres estadounidenses hacia sus períodos. Un estudio en particular estableció que el 59% de las mujeres que encuestaron reportaron interés en no menstruar todos los meses. De estas, un tercio mencionó que estarían interesadas en no volver a menstruar nunca más.
Los antropólogos Lock y Nguyen (2010) señalan que la fuerte medicalización a la que están sometidas las etapas de la vida reproductiva de las mujeres en Occidente imita las estructuras de poder que, en otras prácticas culturales, se considera que funcionan como una forma de "control social ". La medicalización de las etapas de la vida de las mujeres, como ocurre con el nacimiento y la menstruación, ha avivado una perspectiva feminista que está investigando las implicaciones sociales que pueden tener  la práctica de la biomedicina. "El análisis cultural de la reproducción... intenta mostrar cómo las mujeres... se resisten y crean narrativas alternativas sobre el cuerpo de la mujer y la reproducción frente a la narrativa prominente dentro de la profesión médica".

### Activismo
El activismo menstrual (al que también se denomina menstruación radical, anarquía menstrual) es un movimiento que aborda los tabúes existentes en torno a la menstruación. Superar tales tabúes es un punto de discordia entre distintos grupos de feministas. El argumento principal detrás de este movimiento es que si la menstruación es algo natural, no hay razón alguna para evitar el tema: "Después de un tiempo, se vuelve psicológicamente desorientador para las mujeres estar en un mundo donde su realidad es ignorada".
Un fuerte aumento del activismo menstrual comenzó con el surgimiento del movimiento espiritualista feminista vinculado a la tealogía a fines de la década de 1960. En 1973, Janice Delaney, Mary Jane Lupton y Emily Toth llevaron a cabo un "Bleed In", sobre la base de que su experiencia compartida con la menstruación merecía una conversación al respecto. El auge del activismo menstrual temprano fue impulsado por el aumento de casos de síndrome de shock tóxico debido a prácticas menstruales antihigiénicas, lo que provocó respuestas tanto de feministas como de activistas menstruales. En este contexto se reunión en Boston un grupo de mujeres en la primavera de 1969, que se denominaron a sí mismas Boston Women's Health Book Collective (BWHBC). La creación de este grupo permitió que se llevara a cabo una crítica franca y constructiva de la forma en que se trata la salud de la mujer. Ello culminó con la publicación de un manual titulado "Mujeres y sus cuerpos", que ha sido adaptado y sigue estando a la venta con el título de " Nuestros cuerpos, nosotras mismas ". Aunque el manual en sí mismo rara vez hablaba de la menstruación, abrió las puertas a una crítica constructiva de la forma en que se habla de la salud de la mujer. En las décadas siguientes, las liberadoras de la mujer reclamaron una reacción contra el statu quo. Un vehículo fundamental para la transmisión de estos mensajes fue el arte; en 1971, Judy Chicago creó "Red Flag", una fotolitografía, y un año después, una instalación de arte interactivo llamada " Womanhouse". La expresión artística trascendió al reconocimiento nacional, como lo demuestran figuras como Emily Culpepper, que hizo un cortometraje en 1972 que presentaba imágenes de la menstruación que enseñaban al público lo que en realidad suponía tener el período. La fama obtenida por este cortometraje convirtió a Culpepper en el referente para el conocimiento sobre la menstruación para los legos y supuso el inicio de su colaboración con la BWHBC en todo el país. 
El apogeo de la segunda ola del feminismo condujo a cambios históricos durante este período, entre los cuales cabe mencionar el establecimiento de la Sociedad para la Investigación del Ciclo Menstrual, así como el surgimiento de una literatura que abordaba más directamente la existencia del estigma menstrual. 
La menstruación puede conceptualizarse como una condición estigmatizada que refleja y refuerza el estatus de inferioridad que sienten las mujeres en relación con los hombres. Las académicas feministas van más allá, y amplían esta teoría para explicar las actitudes negativas que hay hacia las funciones corporales de las mujeres. Tal estigmatización tiene lugar cuando se considera la sangre menstrual como una de las "abominaciones" del cuerpo y refleja una identidad de género entre las mujeres, lo que tiene consecuencias para el bienestar psicológico y sexual de las mujeres.
Feministas como Chella Quint se han pronunciado en contra del uso de la vergüenza en la publicidad de productos de higiene femenina. Ella creó una revista, Adventures in Menstruating (Aventuras durante la menstruación), con el objetivo de "ayudar a cambiar la visibilidad de la menstruación, para que al menos sea normal hablar de ella. Porque, ahora mismo, no lo es". Entre otras activistas menstruales cabe mencionar a Rachel Kauder Nalebuff, que publicó My Little Red Book (Mi pequeño libro rojo); la cineasta y académica Giovanna Chesler, creadora del documental Period: The End of Menstruation (El Periodo: el final de la menstruación); y la artista Ingrid Berthon-Moine, que exhibió un video y una serie de fotografías en la Biena del Venecia.
El activismo de la menstruación también comienza a surgir en China en los últimos años. A partir del brote de COVID-19 en China, el movimiento de base proporcionó compresas y toallas sanitarias gratuitas a diversos grupos de mujeres en China y se puso como objetivo eliminar el estigma de la menstruación. Comenzando con la donación de productos menstruales a las trabajadoras de salud de primera línea de Wuhan en febrero de 2021, el activismo se enmarca en un debate más amplio suscitado por el hashtag Weibo (que es una plataforma china de redes sociales similar a Twitter) "toallas sanitarias sin paquete" en septiembre de 2021 y que hizo público el gran problema de la pobreza menstrual. Tras la campaña del grupo de defensa Stand By Her en las redes sociales, estudiantes universitarias instalaron "cajas de ayuda con toallas sanitarias" y proporcionaron toallas sanitarias gratuitas a potenciales usuarias en más de 250 campus universitarios en toda China.
Con tan solo 16 años, la emprendedora estadounidense Nadya Okamoto fundó la organización PERIOD y escribió el libro Period Power: a Manifesto for the Menstrual Movement.
La congresista de Nueva York, Grace Meng, también ha sido una de las principales defensoras de la equidad menstrual desde hace mucho tiempo, habiendo propuesto al Congreso la Ley de Equidad Menstrual para Todas de 2021. Muchas organizaciones de derechos de las mujeres han respaldado este proyecto de ley, incluidas Alliance for Period Supplies, Plan, Girls Inc., Human Rights Watch y I Support the Girls, que además han llevado a cabo diversas campañas que luchan por la desestigmatización, y para que existan productos menstruales gratuitos. 
También hay activistas entre jóvenes afrodescendientes como es el caso de las hermanas Brown, que fundaron la organización 601 For Period Equity en respuesta a la naturaleza "blanqueada" de muchas otras organizaciones.

### Medicamentos
La sangre de la menstruación femenina se utiliza en la fabricación de medicamentos. En la alquimia taoísta china, la sangre menstrual de mujeres que no habían tenido relaciones sexuales se usaba para hacer una sustancia cuyo objetivo era prolongar la vida de un individuo, llamada plomo rojo (en chino, 红铅; pinyin, hóng qiān). Esta sustancia fue tomada por el emperador Jiajing de la dinastía Ming y los abusos infligidos a las mujeres del palacio en su momento con vistas a garantizar la pureza de la sangre fueron el origen de la rebelión del palacio de Renyin.

### Sincronía menstrual
La sincronía menstrual es un supuesto proceso por el cual las mujeres que conviven juntas en estrecha proximidad experimentan una sincronización del inicio de su ciclo menstrual (el inicio de la menstruación o la menstruación). Una investigación de 2013 concluyó que es probable que la sincronía menstrual no exista.

### Productos para la menstruación
Los productos menstruales forman parte de la cultura menstrual, ya que ocupan un lugar destacado en las tiendas, a través de la publicidad y de los métodos de disposición (como bolsas y papeleras sanitarias). A lo largo del siglo XX, los tampones con aplicador como Tampax (Always) y las compresas o toallas sanitarias como Kotex se hicieron cada vez más populares en el Norte.

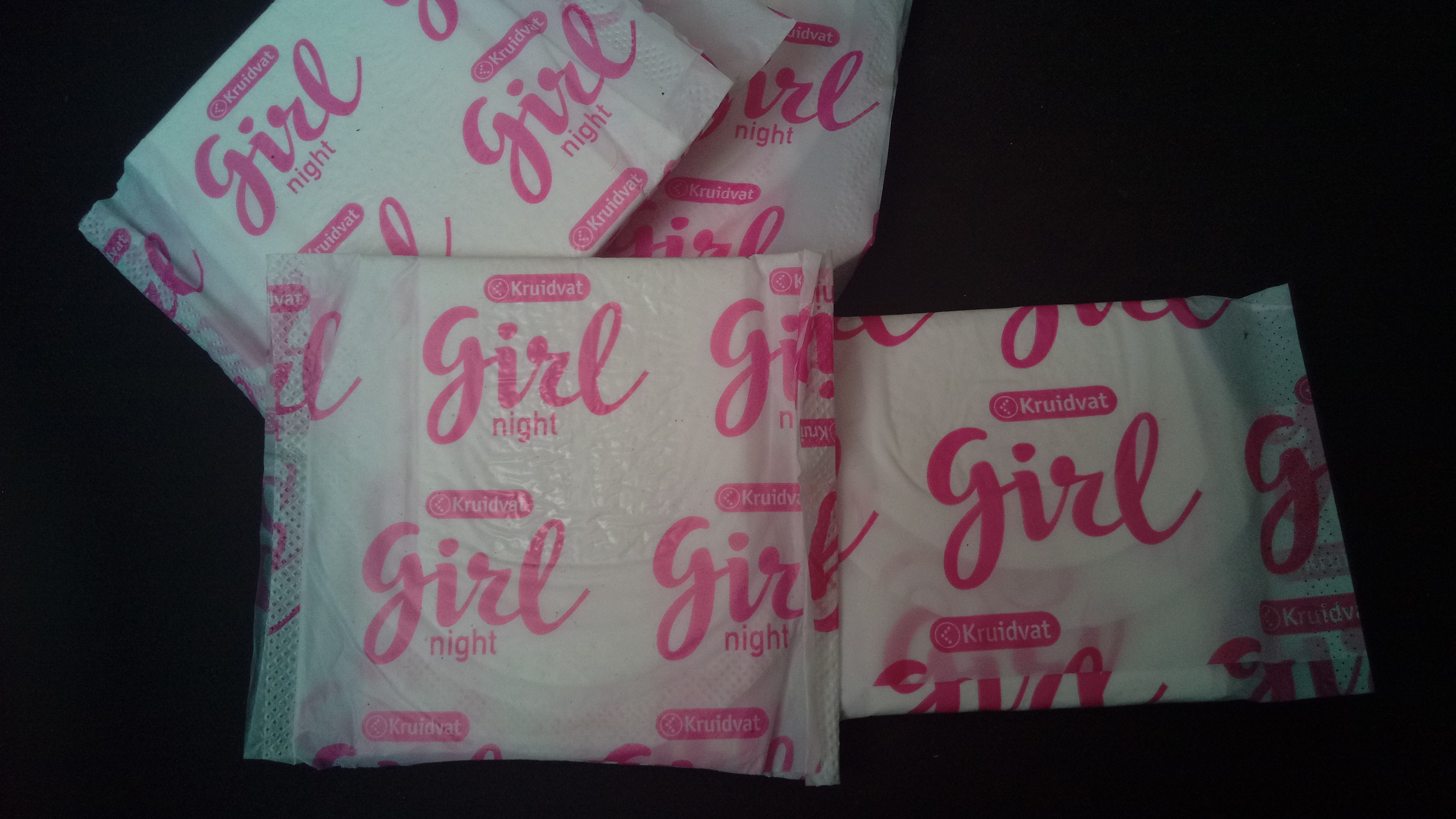
compresas menstruales

Existen costos ambientales por el uso de productos para la menstruación que contienen plástico y productos químicos. Como alternativa, algunas empresas están fabricando nuevos productos tales como bragas menstruales reutilizables, toallas sanitarias de tela, copas menstruales, toallas sanitarias biodegradables y otros productos ecológicos. No todas las culturas utilizan productos menstruales, sino que las hay que optan por materiales naturales u opciones caseras.

## Inequidad menstrual
El término inequidad menstrual se refiere a las disparidades en la asequibilidad, accesibilidad, desestigmatización y seguridad de los productos menstruales. Además, la llamada en pro de la equidad menstrual normalmente van más allá, y se amplían a demandas de justicia reproductiva, lo que incluye los subtemas de educación, sistemas de apoyo y la atención médica. La menstruación es un proceso biológico altamente estigmatizado, hasta el punto de que la mayoría de las mujeres todavía se sienten incómodas hablando de sus experiencias. En el documental de la cadena estadounidense CBSN "Period", la congresista de Nueva York Grace Meng habló sobre los complejos sentimientos de vergüenza que acompañan a la menstruación y cómo contribuye a la desigualdad de género.
Más allá de la perpetuación de la desigualdad de género, la inclinación a ocultar las experiencias de la menstruación contribuye al fenómeno de la pobreza menstrual. La pobreza menstrual se define como "la falta de acceso a productos relacionados con la menstruación, a la educación, a instalaciones higiénicas, a la gestión de residuos o una combinación de estos", según Medical News Today. De hecho, el 25% de las mujeres no pueden comprar productos para la menstruación debido a insuficiencia de ingresos. Además, en EE. UU. los productos para la menstruación no se pueden comprar con subsidios gubernamentales como cupones de alimentos, asignaciones para gastos de salud, Medicaid o seguro médico.

### Inequidad socioeconómica
La menstruación es un proceso costoso y, por lo tanto, la dificultad para acceder a productos para la menstruación afecta desproporcionadamente a las personas con ingresos bajos. Especialmente con leyes como el impuesto a los tampones y la falta de productos menstruales gratuitos en la mayoría de los baños, muchas se ven obligadas a faltar a la escuela o al trabajo debido a la falta de acceso. Una de cada cinco mujeres de bajos ingresos reportó haber faltado al trabajo, a la escuela o eventos similares debido a la falta de acceso a suministros para la menstruación.
Con respecto a la salud mental, el 68,1% de las mujeres en situación de pobreza mensual expresaron que sufrían depresión moderada o severa en comparación con el 43,4% de las mujeres que no experimentaron pobreza en el período.
En 2021, el 51% de las alumnas usaron productos para la menstruación durante más tiempo del recomendado. El uso prolongado de productos para la menstruación puede provocar la aparición del síndrome de shock tóxico, además de las posibilidades de que las toallas higiénicas y los tampones usados tengan la capacidad de transmitir ITS. En un estudio diferente con mujeres de bajos ingresos, el 64% de las participantes explicaron que no podían pagar productos menstruales el año anterior. De estas mujeres, alrededor de un tercio expresó que recurría a otros productos como trapos, papel higiénico y pañales para niños.
La pandemia de COVID-19 solo ha exacerbado estas preocupaciones, en un momento en que el desempleo y la inseguridad financiera han aumentado. En marzo, la Ley CARES permitió que el dinero de las cuentas de ahorro para la salud y de gastos flexibles se utilizara para comprar productos menstruales.
En 2017, el Departamento de Justicia de EE. UU. prometió otorgar productos menstruales gratuitos a todas las mujeres encarceladas en una prisión federal. Sin embargo, innumerables mujeres no están alojadas en una prisión federal y no tienen acceso a productos para el período que las mantengan seguras e higiénicas. El 54% de las mujeres en cárceles no tienen acceso a suficientes artículos para el período, ya que se ven obligadas a gastar su salario de 75 centavos por hora en comisarías que cobran hasta 5 dólares por toallas higiénicas y tampones.

### Inequidad racial
Como muchas otras preocupaciones relacionadas con la salud, las experiencias de las mujeres están influenciadas por su raza. El racismo médico se extiende también a las discusiones sobre el dolor menstrual.
El rechazo del dolor menstrual está implicado además con la historia de violencia contra las mujeres afrodescendientes, que se originó con la esclavitud y continuó después. El Dr. J. Marion Sims, aclamado como el padre de la obstetricia y la ginecología, realizó cirugías arriesgadas en mujeres esclavas sin anestesia para experimentar. Un estudio realizado a través de una serie de entrevistas destacó que para las mujeres afrodescendientes y latinas, todas las mujeres del estudio informaron de una normalización del dolor por parte de los profesionales médicos. Esto no fue sorprendente para el autor del estudio, dado que se ha demostrado que las mujeres son menos propensas a informar su dolor cuando se rechazan sus intentos de buscar ayuda. Las mujeres en el estudio expresaron síntomas absurdos tales como periodos prolongados de cuarenta y siete días, calambres insoportables, estreñimiento implacable, y aun así fueron descartados por los profesionales médicos. Estas mujeres, hasta varias décadas después, fueron diagnosticadas con enfermedades graves como tumores pituitarios y síndrome de ovario poliquístico. La negación del dolor para las mujeres afrodescendientes no termina en los diagnósticos tardíos y el dolor diario, sino que tiene implicaciones más importantes para la salud mental.
Las relaciones negativas y las percepciones del útero y las funciones uterinas pueden hacer que muchos duden en recurrir a su sistema reproductivo en el futuro. Especialmente considerando las altas tasas de mortalidad materna de los afrodescendientes, la conexión entre las malas relaciones con la salud reproductiva y las consecuencias adversas es evidente.

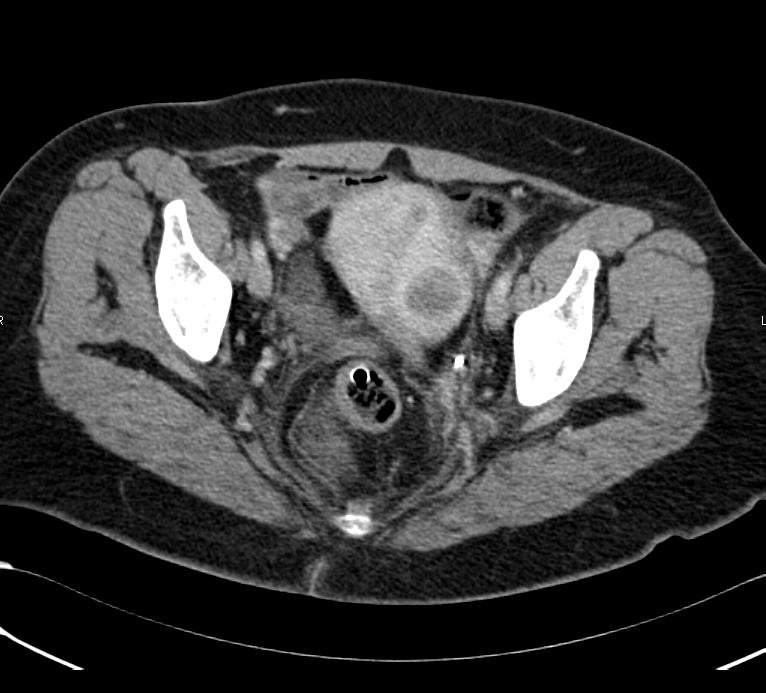
Una tomografía computarizada de un fibroma uterino.

Los fibromas son una condición particularmente importante que se debe mencionar cuando se analizan las disparidades raciales en la salud menstrual. Los fibromas uterinos tienen muchas más probabilidades de ocurrir en mujeres afrodescendientes, con 9 de cada 10 mujeres afrodescendientes diagnosticadas con fibromas antes de los 50 años. Las mujeres afrodescendientes también enfrentan tasas más altas de síntomas adversos, como dolor extremo y sangrado menstrual abundante. Los impactos en las mujeres afrodescendientes empeoran aún más por el hecho de que el 42% de las mujeres afrodescendientes esperan cuatro años o más antes de buscar tratamiento para los fibromas, en comparación con el 29% de las mujeres blancas. Los fibromas tienen inmensas consecuencias en términos de riesgo de cáncer, ya que las mujeres afrodescendientes que tienen fibromas tienen un 40 por ciento más de probabilidades de tener algún tipo de cáncer de endometrio. Análogamente, se ha demostrado que las mujeres afrodescendientes tienen la misma probabilidad de tener endometriosis, pero tienen una probabilidad significativamente menor de que se les diagnostique la enfermedad en comparación con las mujeres blancas.
Todos los riesgos para la salud antes mencionados dan como resultado lo que médicos y activistas denominan "trauma menstrual". La Dra. Charis Chambers, obstetra/ginecóloga certificada por la junta, explica que "yo definiría el trauma menstrual como cualquier lesión o angustia psicológica, social o emocional sostenida relacionada con la menstruación o causada por ella". Casi la mitad de las mujeres afrodescendientes que asisten a la escuela informaron que no pueden hacer su mejor trabajo escolar debido a sus períodos. Especialmente considerando las cargas sistémicas adicionales que enfrentan las personas afrodescendientes, faltar a la escuela y quedarse más atrás en el sistema empeora fenómenos como la brecha salarial entre mujeres blancas y afrodescendientes.

### Personas transgénero
El 66 por ciento de los hombres trans se sienten incómodos o inseguros al usar su baño preferido. En consecuencia, el 66 % de los hombres transgénero pensaban que las personas se sentían negativas o muy negativas acerca de las personas con apariencia masculina que menstrúan. La menstruación por sí sola es difícil, si se tiene en cuenta el estigma y el dolor menstrual, pero la carga adicional de la disforia de género puede ser traumatizante para muchos. Muchos hombres trans y personas trans masculinas se sienten incómodos con la penetración vaginal, ya que la penetración en sí está fuertemente asociada con la feminidad. La pobreza del período afecta de manera desproporcionada a las menstruadoras transgénero, porque estas poblaciones ya enfrentan pobreza, desempleo, encarcelamiento y subempleo a tasas mucho más altas.

## Discriminación por menstruación
La menstruación es un proceso natural en la vida de las mujeres y todas las personas menstruantes en edad reproductiva, sin embargo la sociedad en la que actualmente habitamos consideran este proceso y esta cuestión como un tema tabú, un indicador de “vergüenza” desde la manera en la que se le llama a la menstruación desde una edad temprana; “me vino Andrés”, “estoy en mis días”.
La discriminación consiste en tener un trato desfavorable, injusto hacía otra persona así excluyéndola, insultándola o simplemente violentando a esta, usualmente esta discriminación viene por razones sociales, culturales; como el origen, identidad, motivos raciales, religiosos, diferencias físicas, de condición física o mental, orientación sexual, políticas, de sexo, etcétera. La discriminación viene desde los prejuicios, la ignorancia y negligencia, provocando una cuestión perjudicial para un grupo de personas o alguna persona en específico. “Actualmente en México la discriminación hacia las mujeres es estructural. El 51.4 por ciento de la población mexicana históricamente ha sido víctima de exclusión en México: en la escuela, en el trabajo, en el hogar, en las calles, en la política, en los medios, en la academia y en las actividades científicas y tecnológicas, entre muchos otros espacios.”(CONAPRED, 2022). La desigualdad de género y los estereotipos de género radican en nuestra sociedad desde los derechos humanos, violencia, remuneración, etcétera. Diariamente las mujeres son discriminadas en México, y la menstruación es una de las razones.
Actualmente la restricción de actividades por estar menstruando es una realidad, en algunos países las mujeres o niñas son consideradas “contaminadas e impuras” mientras están menstruando. “En India es habitual que las mujeres no puedan entrar en la cocina o comer con la familia durante su menstruación, por ejemplo, debido a la creencia de que una mujer con la regla puede agriar la comida”. explica Inga Jurga de WASH. Hay prácticas y actividades que forman parte de los derechos humanos de las mujeres y el impedirles ser partícipes de esta, están discriminando a un grupo de personas. En algunas comunidades de Nepal, India se acostumbra a expulsar a las mujeres de sus casas, esto ya que tienen una cultura el cual los hace pensar que si una mujer está menstruando traerá una desgracia o será un acto de impureza mantenerla cerca. Este tipo de exclusión se vive en todo el mundo y México no es la excepción.
Discriminación por menstruación en México
En México la salud menstrual y sexual está en un área de oportunidad de manera gradual, esto lo sabemos ya que en temas de menstruación solo el 16% de mujeres, niñas y adolescentes tienen los conocimientos propios de lo que consiste la menstruación. De acuerdo con los datos oficiales del Fondo de Población de las Naciones Unidas (UNFPA),"solo el 5% de los padres y madres hablan con sus hijas adolescentes de esto, y el personal de salud solo incide sobre el 5% de las menores, lo que impide que muchas niñas y adolescentes puedan tener un acceso libre a la información, generando miedo e inseguridad en ellas." Datos importantes nos indican que el 42% de niñas y adolescentes han faltado a la escuela durante su menstruación evitándose de recibir educación y faltar a actividades cotidianas. La razón de esta abstinencia es por la falta de cuidado menstrual en situaciones como falta de agua, falta de productos de higiene menstrual, también por el miedo al acosos, el tener vergüenza de tener la menstruación frente a los demás. La falta de diálogo y salud sexual y menstrual  son principales factores que como sociedad se pueden ir reiterando.